# Cantonul Rennes-le-Blosne
Cantonul Rennes-le-Blosne este un canton din arondismentul Rennes, departamentul Ille-et-Vilaine, regiunea Bretania, Franța.